# Proyecto hidroeléctrico
Los proyectos hidroeléctricos incluyen las represas, los reservorios, los canales, los conductos, las centrales hidroeléctricas y las playas de distribución que se emplean para generar electricidad. La represa y el reservorio pueden ser multipropósitos; si las características de las precipitaciones en la cuenca hidrográfica y el caudal del río, y los modelos de uso del agua y la energía permiten, los reservorios pueden proporcionar uno o más de los siguientes servicios.:
- riego,
- control de avenidas,
- fuente de agua,
- recreación,
- pesca,
- navegación,
- control de sedimento,
- control de los atascamientos de hielo y
- control de las roturas de los lagos glaciales.

Sin embargo, estos usos compiten por el agua que está almacenada en el reservorio, y cada uno puede implicar un modo de operación diario o anual diferente del reservorio.
En un proyecto hidroeléctrico, por ejemplo, el operador optimiza los beneficios energéticos, variando el nivel del reservorio según las normas que se aproximen a la trayectoria del reservorio durante un año muy seco. Para controlar las inundaciones, el operador bajará el nivel del reservorio para disponer del volumen máximo para retención de las inundaciones al inicio de la temporada de lluvia. Los reservorios de riego se llenan y se ocupa el agua según las temporadas de crecimiento de los cultivos que están bajo riego. Durante la planificación del proyecto y el desarrollo de la curva de uso, se debe resolver cualquier conflicto entre los usos competitivos.
Los proyectos hidroeléctricos, necesariamente, implican la construcción de líneas de transmisión para transportar la energía a los usuarios. Estas se tratan, en Líneas de transmisión.